# Яуаркоча
Яуаркоча (ісп. Yahuarcocha або Yawarkucha мовою кечуа Криваве озеро) — озеро в Еквадорі, за 2 км від міста Ібарра. В перуанській та еквадорській історіографії згадується як місце жорстокої розправи інків з місцевим населенням, які за часи правління Інки Уайна Капака в кінці XV століття піднялись на боротьбу за незалежність. Подавивши повстання, інки відрубали голову декільком тисячам полоненим на березі озера (звідси і походить назва озера).